# Sint-Jorishof (Zottegem)

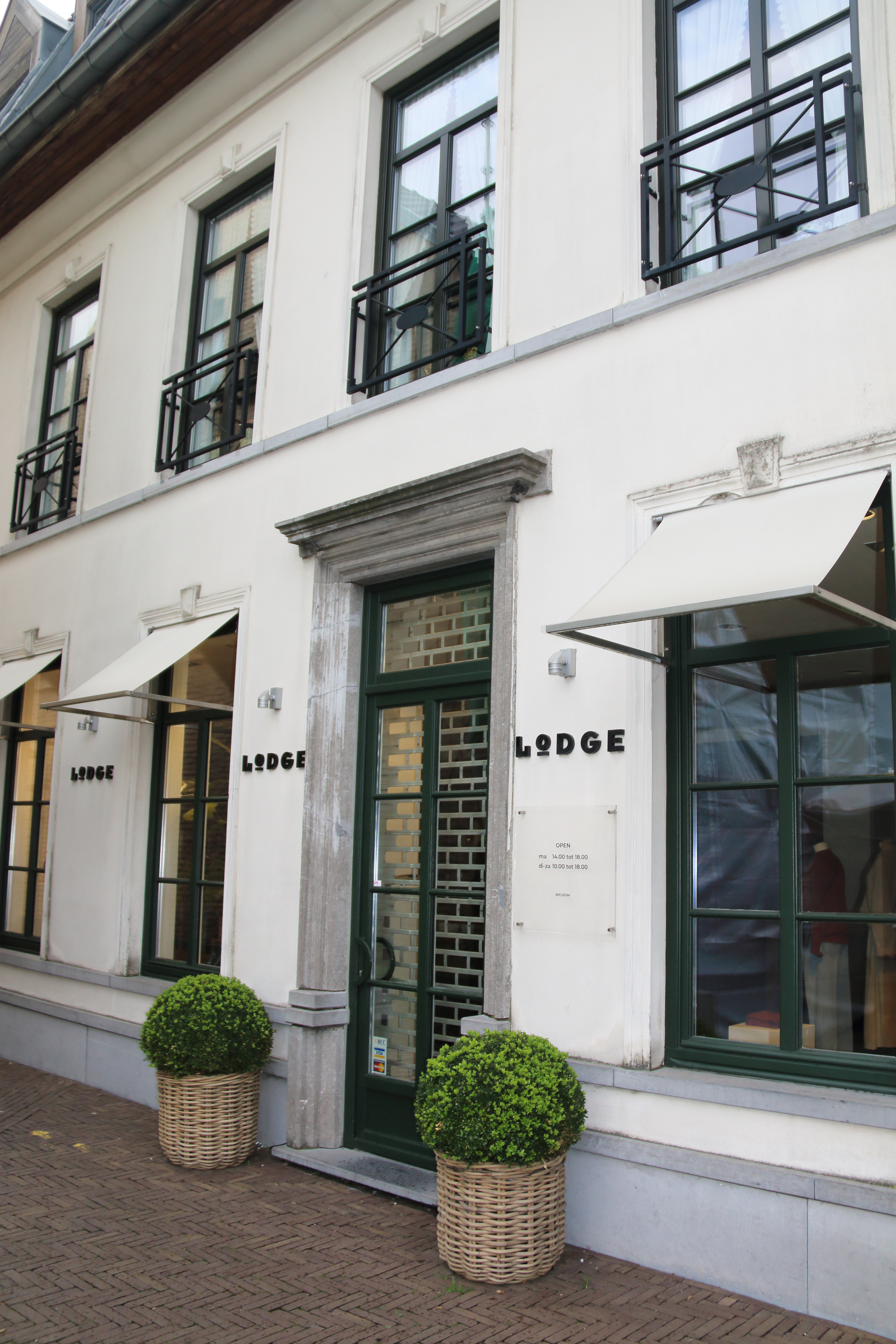
Sint-Jorishof in 2023

Het Sint-Jorishof of Jorishof is een historisch pand op de Markt in het Belgische Zottegem. Het dubbelhuis uit de 19de eeuw staat op de hoek van de Markt met de Vestenstraat en de Hospitaalstraat, naast de voormalige Brouwerij Crombé. Het heeft een neoclassicistische deur in een omlijsting van arduin. Van de jaren 30 tot kort na de Tweede Wereldoorlog was er de bank Crédit Anversois in gevestigd en later in de 20ste eeuw café Sint-Jorishof. In 2001 werd het gebouw herbouwd; er huist nu een kledingwinkel. Bij archeologisch onderzoek in 2001 werden verschillende afvalputten en beerputten aangetroffen, met vaatwerk en scherven uit de 16de en 17de eeuw, te relateren aan het  hospitaal.  Aan de Vestenstraat bleef een rondboog in zandsteen bewaard.